# Ngày tặng quà

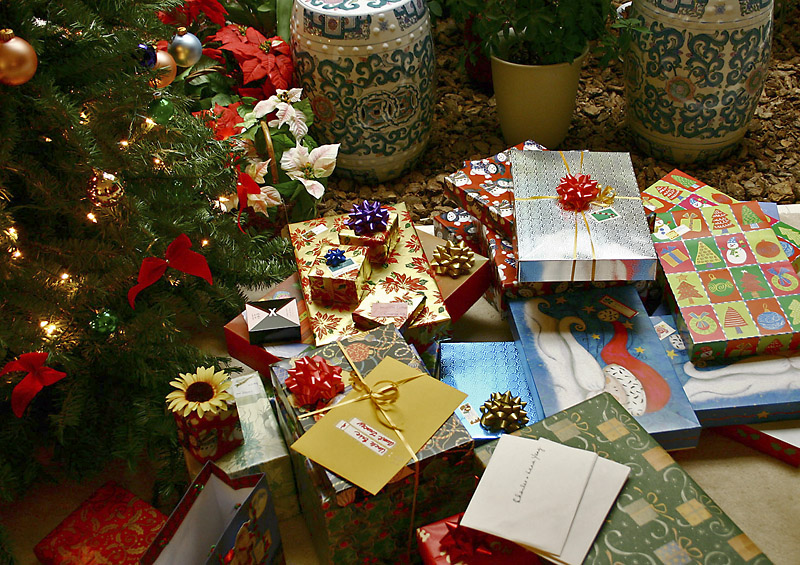
Ngày tặng quà, với những món quà đặt dưới Cây Giáng sinh

Ngày tặng quà (tiếng Anh: Boxing Day) là ngày sau ngày Giáng sinh, thời điểm mà những người được yêu thương sẽ nhận quà, với tên gọi "Hộp quà Giáng sinh" từ người yêu của mình. Ngày nay, "Ngày tặng quà" là một ngày lễ công cộng hoặc ngày nghỉ của ngân hàng diễn ra vào ngày 26 tháng 12. Nếu ngày này trùng ngày vào ngày thứ Bảy hoặc Chủ nhật thì có thể ngày thứ Hai sau đó sẽ là ngày nghỉ lễ công cộng, tùy thuộc vào luật pháp quốc gia hoặc khu vực. Nó có nguồn gốc từ Vương quốc Anh, và được tổ chức tại một số quốc gia trước đây là một phần của Đế quốc Anh như Úc, Canada, New Zealand, và Ireland.
Trong lịch phụng vụ của Cơ đốc giáo phương Tây, Ngày tặng quà là ngày thứ hai của mùa Giáng sinh. Tại Ireland, và ở Vương quốc Anh nó được công nhận là Ngày Thánh Stêphanô hoặc ngày của chim Tiêu liêu (tiếng Ireland: Lá an Dreoilín). Thánh Stêphanô là vị thánh hộ mạng cho các con ngựa, cho nên ngày này còn được liên kết với việc đua ngựa và săn chồn. Ngoài ra nó cũng được tổ chức ở vùng Catalonia của Tây Ban Nha. Ở một số nước châu Âu, như Romania, Hungary, Đức, Ba Lan, Hà Lan và Scandinavia, ngày 26 tháng 12 được tổ chức như một ngày Giáng sinh thứ hai, và cũng là ngày nghỉ lễ.

## Thuật ngữ
Có nhiều giả thuyết khác nhau về nguồn gốc của cụm từ này, nhưng không giả thuyết nào đưa ra bằng chứng rõ ràng.
Truyền thống tặng quà cho người nghèo ở châu Âu được cho là có từ thời Trung cổ. Một giả thuyết cho rằng truyền thống này bắt nguồn từ việc đặt hòm đựng tiền bố thí ở các nhà thờ Cơ đốc để thu gom tiền quyên cho người nghèo. Giả thuyết khác cho rằng truyền thống này bắt nguồn từ một phong tục vào cuối thời La Mã và đầu thời Cơ đốc, trong đó hòm đựng tiền bố thí được sử dụng để thu thập các lễ vật đặc biệt gắn liền với ngày Thánh Stephen. Ở các Giáo hội Kitô giáo Tây phương, Lễ Thánh Stephen rơi vào cùng ngày với ngày tặng quà. Vào ngày này, một số địa phương có truyền thống mở hộp bố thí và phân phát cho người nghèo.
Theo Từ điển tiếng Anh Oxford, lần xuất hiện sớm nhất của từ "Ngày tặng quà" tại Anh là vào năm 1743. Từ này được định nghĩa là "ngày sau Giáng sinh", và giải thích rằng "theo truyền thống, vào ngày này, các thương nhân, nhân viên, v.v. sẽ nhận được quà hoặc tiền thưởng (gọi là "Christmas box") từ khách hàng hoặc chủ sử dụng."
Tại Anh, ngày xưa, thợ thuyền có phong tục nhận "hộp Giáng sinh" từ khách hàng của mình. Hộp này chứa tiền hoặc quà tặng, là lời cảm ơn của khách hàng cho dịch vụ tốt của thợ thuyền trong suốt cả năm. Phong tục này được ghi nhận sớm nhất trong nhật ký của Samuel Pepys vào ngày 19 tháng 12 năm 1663. Phong tục này có nguồn gốc từ một truyền thống cũ hơn của Anh, trong đó người hầu của những gia đình giàu có được phép về thăm gia đình vào ngày hôm sau Giáng sinh. Chủ nhân sẽ tặng cho mỗi người hầu một hộp quà, tiền thưởng và đôi khi là thức ăn thừa. Cho đến cuối thế kỷ 20, nhiều người ở Anh vẫn tiếp tục có truyền thống này. Tuy nhiên, ngày nay, phong tục này đã không còn phổ biến như trước.

## Ngày
Ngày Thánh Stephen là một ngày lễ tôn giáo cũng được tổ chức vào ngày 26 tháng 12. Tại Vương quốc Anh, Ngày tặng quà được tổ chức vào ngày 26 tháng 12, ngày thứ hai sau Giáng sinh. Tuy nhiên, nếu ngày 26 tháng 12 là Chủ nhật, thì ngày tặng quà sẽ được tổ chức vào ngày thứ hai, 27 tháng 12. Ngày Chủ nhật trước đó sẽ được gọi là Chủ nhật Giáng sinh. Kể từ năm 1994, quy tắc không có ngày tặng quà vào Chủ nhật dường như đã lặng lẽ thay đổi. Ngày ngày tặng quà cuối cùng diễn ra vào ngày 27 tháng 12 là vào năm 1993. Kể từ đó, ngày tặng quà luôn rơi vào ngày thứ hai sau Giáng sinh, bất kể ngày đó là thứ mấy.

## Theo quốc gia
- Ngày tặng quà là ngày lễ quốc gia trên toàn lãnh thổ Úc, ngoại trừ bang Nam Úc. Tại đây, ngày lễ riêng biệt gọi là Ngày Tuyên bố (Proclamation Day) được tổ chức vào ngày làm việc đầu tiên sau Giáng sinh.[20]
- Ngày tặng quà là một ngày lễ theo luật định ở Canada[21][22]. Tại cấp liên bang, Ngày tặng quà là một ngày lễ nghỉ phép đối với nhân viên chính phủ, ngân hàng và dịch vụ bưu chính. Ở Ontario và các tỉnh khác của Canada, đây cũng là một ngày lễ nghỉ phép đối với nhân viên chính phủ và các doanh nghiệp tư nhân.
- Tại Hồng Kông, Ngày tặng quà vẫn là một ngày lễ chung, mặc dù Hồng Kông đã chuyển giao chủ quyền từ Anh sang Trung Quốc vào năm 1997.[23][24]
- Trước khi Ireland bị chia cắt, Ngày tặng quà là một ngày lễ không thể di chuyển được tổ chức vào ngày 26 tháng 12, ngày lễ Thánh Stephen.[25] Ngày lễ này cũng được biết đến với tên gọi Ngày tặng quà ở Quận Donegal, đặc biệt là ở Đông Donegal và Inishowen.[26][27][28]
- Tại New Zealand, Ngày tặng quà là một ngày lễ được pháp luật quy định. Những người phải đi làm vào ngày lễ này sẽ nhận được mức lương cao hơn 50% so với bình thường. Ngoài ra, nhân viên làm việc vào ngày này sẽ được nghỉ bù.[29]
- Tại Nigeria, Ngày tặng quà là ngày nghỉ lễ dành cho người dân lao động và sinh viên. Ngày này thường rơi vào thứ hai tuần sau Giáng sinh, nhưng nếu trùng vào thứ bảy hoặc chủ nhật thì sẽ được nghỉ bù vào thứ hai tuần sau.[30]
- Tại Scotland, Ngày tặng quà là một ngày nghỉ lễ ngân hàng kể từ năm 1974. Tuyên bố của hoàng gia theo Đạo luật Giao dịch Tài chính và Ngân hàng năm 1971 đã chỉ định ngày này là một ngày nghỉ lễ bổ sung.[31][32]
- Tại Singapore, Ngày tặng quà từng là ngày nghỉ lễ dành cho người dân lao động và sinh viên. Tuy nhiên, kể từ năm 2023, ngày lễ này đã không còn được công nhận là ngày nghỉ lễ chính thức.[33]
- Tại Nam Phi, ngày 26 tháng 12 là Ngày Hướng Thiện, một ngày lễ quốc gia.[34]
- Trên đảo Trinidad và Tobago, Ngày tặng quà là một ngày lễ chính thức.[35]
- Tại Vương quốc Anh bên ngoài Scotland, ngày 26 tháng 12 là ngày nghỉ lễ kể từ năm 1871.[36]
- Tại Bermuda, một lãnh thổ hải ngoại của Anh, Ngày tặng quà là một ngày lễ đặc biệt. Vào ngày này, các vũ công Gombey trong trang phục hóa trang biểu diễn khắp hòn đảo. Truyền thống này có từ thế kỷ 18, khi nô lệ được phép tụ tập và vui chơi vào dịp Giáng sinh.[37]
- Tại Massachusetts, Hoa Kỳ, vào năm 1996, Thống đốc William F. Weld tuyên bố ngày 26 tháng 12 là Ngày tặng quà. Quyết định này được đưa ra nhằm đáp ứng yêu cầu của một liên minh công dân Anh muốn "truyền bá truyền thống Anh đến Hoa Kỳ".[38] Tuy nhiên, Ngày tặng quà không được coi là ngày nghỉ của nhân viên và không được tổ chức rộng rãi ở Hoa Kỳ.[39]

## Mua sắm

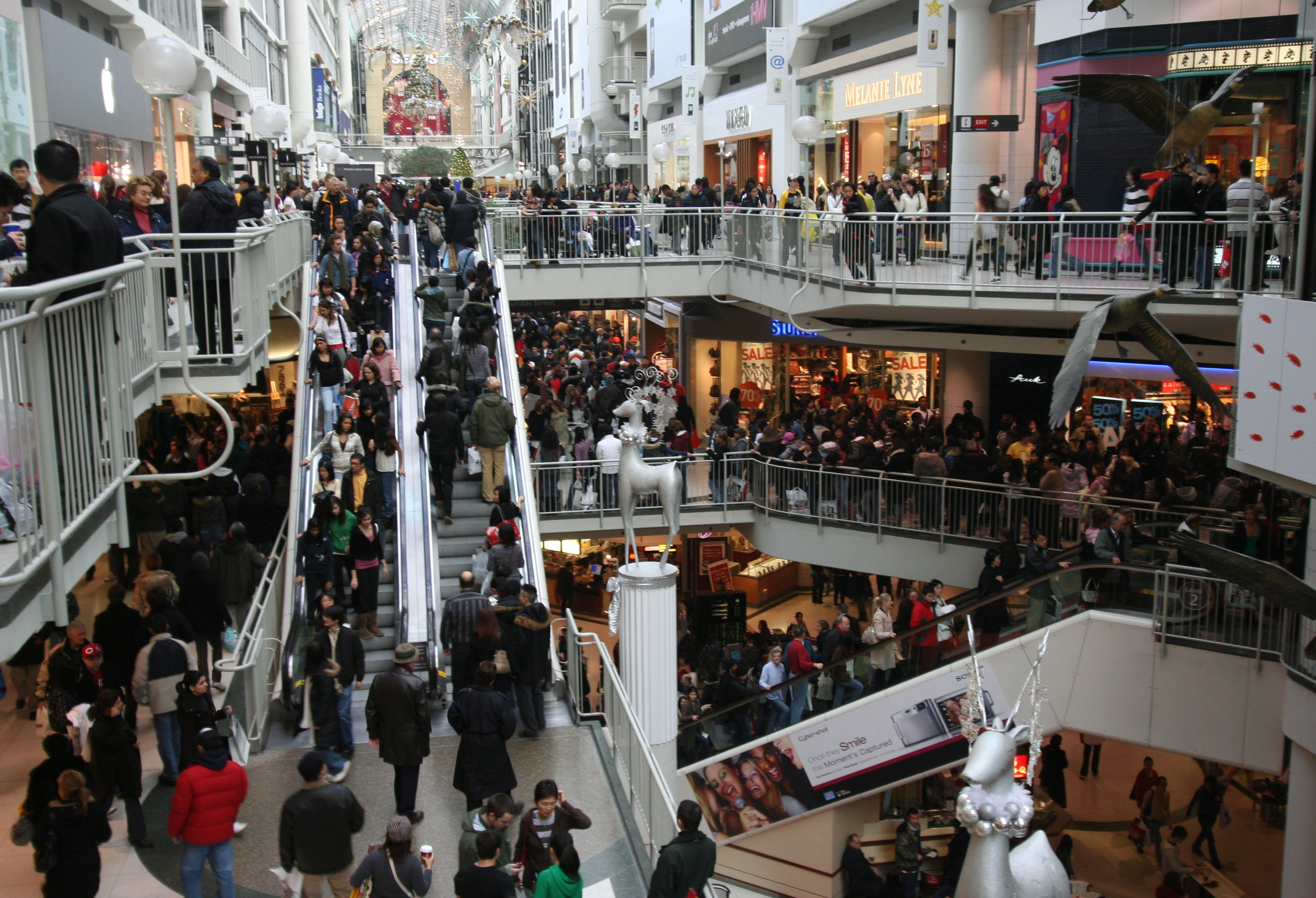
Hình ảnh về cảnh đông đúc người mua sắm tại Trung tâm mua sắm Toronto Eaton Centre vào Ngày tặng quà năm 2007 Canada

Ngày tặng quà là một ngày lễ mua sắm lớn ở Vương quốc Anh, Canada, Úc, New Zealand, Trinidad và Tobago. Các cửa hàng thường tổ chức các chương trình giảm giá lớn trong ngày này, với mức giảm giá đáng kể. Đối với nhiều thương nhân, Ngày tặng quà đã trở thành ngày có doanh thu lớn nhất trong năm. Vào năm 2009, ước tính có tới 12 triệu người mua sắm đã đến các cửa hàng ở Vương quốc Anh trong ngày Ngày tặng quà. Con số này tăng gần 20% so với năm 2008. Sự gia tăng này có thể do một số yếu tố, bao gồm thuế VAT giảm từ 17,5% xuống 15% trong tháng 12.
Nhiều nhà bán lẻ mở cửa rất sớm, thường là 5 giờ sáng hoặc thậm chí sớm hơn, để thu hút người mua sắm. Họ cũng đưa ra các ưu đãi hấp dẫn, chẳng hạn như giảm giá lớn hoặc tặng quà, để khuyến khích mọi người đến cửa hàng của họ. Không có gì lạ khi thấy những hàng dài người xếp hàng trước cửa các cửa hàng, đặc biệt là tại các nhà bán lẻ điện tử tiêu dùng lớn. Nhiều cửa hàng có số lượng hạn chế các mặt hàng rút thăm lớn hoặc giảm giá sâu, khiến nhiều người mua sắm cảm thấy cần phải đến sớm để có cơ hội mua được món hàng mình muốn. Do đó, một số người chọn ở nhà và tránh trải nghiệm mua sắm sôi động. Phương tiện truyền thông địa phương thường đưa tin về Ngày tặng quà, đề cập đến việc người mua sắm bắt đầu xếp hàng sớm như thế nào và chiếu video người mua sắm xếp hàng và sau đó rời đi với những món hàng đã mua của họ. Một số nhà bán lẻ đã triển khai các biện pháp nhằm quản lý số lượng lớn người mua sắm. Họ có thể giới hạn lối vào, hạn chế số lượng khách quen trong cửa hàng tại một thời điểm, cung cấp vé cho những người đứng đầu hàng để đảm bảo cho họ một mặt hàng có vé hấp dẫn hoặc vận động những người mua hàng đang xếp hàng để thông báo cho họ về giới hạn hàng tồn kho.
Ở một số khu vực của Canada, hầu hết các nhà bán lẻ bị cấm mở cửa vào Ngày tặng quà, theo luật của tỉnh hoặc thành phố, hoặc theo thỏa thuận không chính thức giữa các nhà bán lẻ lớn. Quy định này nhằm mang lại một ngày nghỉ ngơi sau Giáng sinh cho người lao động. Hội đồng thành phố Greater Sudbury, Ontario, thành phố lớn nhất ở Canada duy trì hạn chế này kể từ đầu những năm 2010, đã chính thức bãi bỏ quy định về giờ mở cửa cửa hàng vào ngày 9 tháng 12 năm 2014.
Ngày tặng quà là ngày 26 tháng 12, nhưng nhiều nhà bán lẻ bắt đầu giảm giá từ vài ngày trước hoặc sau ngày này, thường là đến đêm giao thừa. Các đợt giảm giá này thường được gọi là "Tuần lễ tặng quà".

## Sóng thần Ngày tặng quà
Trận động đất và sóng thần Ấn Độ Dương 2004 xảy ra vào ngày 26 tháng 12, do đó được gọi là "Sóng thần Ngày tặng quà". Trận động đất kích hoạt một chuỗi các đợt sóng thần chết người lan tỏa khắp Ấn Độ Dương, những con sóng cao 30 m (100 ft) tàn phá các cộng đồng dân cư sinh sống ven biển ở Indonesia, Sri Lanka, Ấn Độ, Thái Lan, Myanmar và những nơi khác, cướp đi sinh mạng 227,898 người thuộc 11 quốc gia, từ Châu Á tới Châu Phi.